# Casino de Charlevoix
 (juillet 2021).
Le Casino de Charlevoix est situé à La Malbaie dans la municipalité régionale de comté de Charlevoix-Est au Québec (Canada).

## Historique
Inauguré le 24 juin 1994, le Casino de Charlevoix a été aménagé dans l'ancien théâtre d'été du Manoir Richelieu, autrefois appelé Le Casino, sur la falaise de Pointe-au-Pic, un site panoramique fréquenté depuis plus d'un siècle par les vacanciers.
En 1998, Loto-Québec s'associe à la société Canadien Pacifique et au Fonds de solidarité FTQ pour faire l'acquisition du Manoir Richelieu (Fairmont Le Manoir Richelieu), le rénover et agrandir le Casino de Charlevoix. À sa réouverture en 1999, le complexe constitue un centre de villégiature de calibre international. Le Casino de Charlevoix devient ainsi le premier casino  à être jumelé à un établissement hôtelier.
À cette occasion, le Casino de Charlevoix est agrandi une première fois permettant d'ajouter sept tables de jeux et près de 400 machines à sous. En 2008, il fait de nouveau l'objet de travaux afin d'y ajouter un bar spectacle de 200 places appelé le Bar 21.
En 2016, le Casino devient franchisé de la chaine de restaurant St-Hubert.

## Description
Le Casino de Charlevoix offre plus de 20 tables de jeu, 5 tables de poker Texas Hold'em avec croupier et plus de 950 machines à sous.
Le Fairmont Le Manoir Richelieu est un hôtel de 405 chambres qui compte une salle de congrès pouvant accueillir 1 000 personnes, un spa, un centre sportif, deux piscines extérieures ainsi qu'un terrain de golf de 27 trous.
Accueillant plus d'un million de visiteurs par année.

## Sources
1. ↑  sur le premier casino